# Greene Inlet
Das Greene Inlet ist eine Bucht am westlichen Ende Südgeorgiens. Ihre Einfahrt liegt zwischen dem Croxall Point und dem Kap Parjadin.
Den Namen Deep Inlet erhielt die Bucht vermutlich durch Lieutenant Commander John M. Chaplin (1888–1977) von der Royal Navy, Vermessungsoffizier auf der RRS Discovery bei der Vermessung des Gebiets um den Undine Harbour im Jahr 1926. Der South Georgia Survey hielt diese Namensgebung für ungeeignet und nahm zwischen 1951 und 1952 eine Umbenennung vor. Neuer Namensgeber ist Kapitän Daniel Greene (1765–1817) aus New Haven, der 1790 einen der ersten US-amerikanischen Robbenfänger befehligte, der die Gewässer um Südgeorgien ansteuerte.